# Верхатой
Верхатой (чечен. Ворхатӏи) — село в Веденском районе Чеченской Республики. Входит в состав Ца-Веденского сельского поселения.

## География
Село расположено в междуречье рек Элистанжи и Хулхулау, в 10 км к северо-востоку от районного центра Ведено.
Ближайшие сёла: на севере — Беной, на северо-востоке — Хаджи-Юрт, на юге — Эшилхатой и Элистанжи, на юго-востоке — Ца-Ведено и Верхнее Ца-Ведено, на юго-западе — Хаттуни.
В селе работают Верхатойская средняя школа и фельдшерско-акушерский пункт.

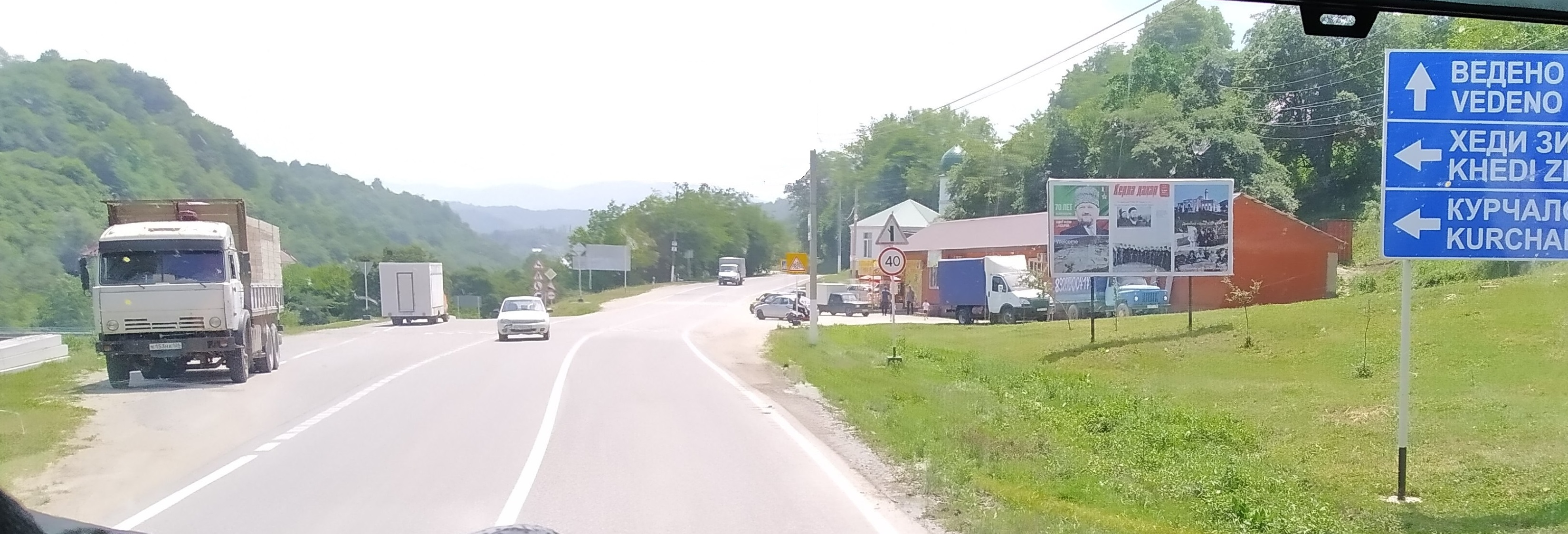
На трассе Шали-Ведено.

## Население
| 2002 | 2010 |
| ---- | ---- |
| 465  | ↗971 |